# Robin Renucci
Pour les articles homonymes, voir Renucci.
Daniel Robin-Renucci, connu sous le nom de scène de Robin Renucci, est un acteur et réalisateur français, né le 11 juillet 1956 au Creusot.

## Biographie
Daniel Robin est le fils de Louis Robin, un gendarme d'ascendance bourguignonne, et de Paulette Renucci, une couturière d'origine corse. Il passe son enfance dans l'Yonne, à Tonnerre puis à Villeneuve-Saint-Salves, et ses vacances d'été dans le village de Haute-Corse dont est originaire sa mère, Olmi-Cappella.
Passionné de théâtre dès son enfance, Robin Renucci passe par le Conservatoire national supérieur d'art dramatique avant de débuter à l'écran en 1981 dans le rôle de Ralph dans Eaux profondes de Michel Deville. Il joue ensuite dans Invitation au voyage, puis interprète le rôle d'un jeune intellectuel juif dans Fort Saganne (1984).
En 1985, sa prestation dans Escalier C de Jean-Charles Tacchella lui vaut une nomination pour le César du meilleur acteur aux César 1986.
Il participe à plusieurs films à cette époque, dont Masques de Claude Chabrol, aux côtés de Philippe Noiret,  Vive la sociale ! de Gérard Mordillat aux côtés de François Cluzet, La Trace de Bernard Favre ou L'Amant magnifique d'Aline Issermann.
À partir des années 1990, il limite ses apparitions sur grand écran au profit du petit : il dirige son premier long métrage télé qui sort en 1998 : La Femme d'un seul homme. Convaincu que « dans ce monde formaté, il est essentiel de redonner du sens aux utopies collectives et d'encourager le désir d'inventer, de créer des imaginaires… », il s'investit en Corse dans le développement d'un festival de théâtre et d'ateliers dramatiques dans la tradition de l'éducation populaire. Située en Haute-Corse, dans la micro-région du Giussani, il fonde l'association ARIA (Association des rencontres internationales artistiques) en 1998.
Robin Renucci a également enregistré la lecture de quelques textes d'À la recherche du temps perdu de Marcel Proust.
En 2004, il travaille le livre Le Pianiste de Władysław Szpilman pour en faire un texte théâtral qu'il dit seul en scène accompagné d'un pianiste jouant du Chopin.
En 2007 sort son deuxième film en tant que réalisateur, Sempre vivu ! (qui a dit que nous étions morts ?), une comédie qui a pour cadre un petit village universel et 100 % corse, avec la troupe du Teatrinu.
Le 24 juin 2011, le ministère de la Culture annonce sa nomination à la direction des Tréteaux de France. Il y succède à Marcel Maréchal.
Il préside, depuis 2017, l'association des centres dramatiques nationaux.
Il est, depuis janvier 2017, membre du Haut Conseil de l'éducation artistique et culturelle, au titre des personnalités issues du monde de l'éducation ou de la culture.
En avril 2022, Robin Renucci est nommé directeur de La Criée, le théâtre national de Marseille. En novembre 2023, il y met en scène A la paix, une pièce de théâtre d'après l'œuvre de Aristophane.

### Engagement et prises de positions
Il est membre du Secours Populaire Français et d’Amnesty International.
En 2018, Robin Renucci accuse le Président Emmanuel Macron de démolir la politique culturelle et signe une tribune dans Le Monde au côté de huit représentants d’associations culturelles. Il accuse l’État de se désengager des régions et pointe du doigt le Pass Culture.
Depuis octobre 2022, Robin Renucci a pris la présidence de l’Association CDJSFA (Centres de Jeunes et de Séjours au Festival d’Avignon), projet d’éducation populaire, créé il y a plus de 70 ans, et ayant pour vocation la mise en œuvre de séjours culturels actifs.

## Filmographie sélective

### Acteur

#### Cinéma

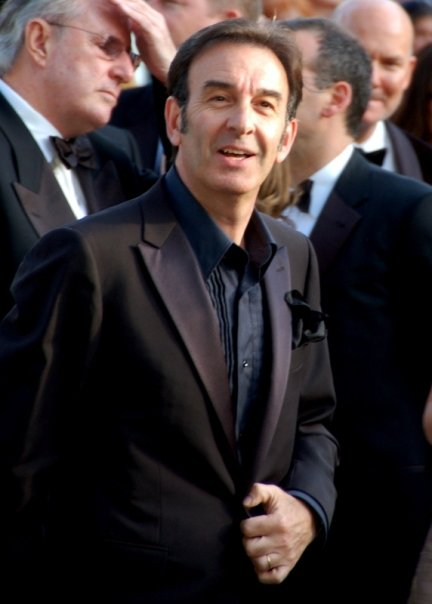
Robin Renucci au festival de Cannes 2007.

- 1981 : Eaux profondes de Michel Deville : Ralph
- 1982 : Invitation au voyage de Peter Del Monte : Gérard
- 1982 : Les Quarantièmes rugissants de Christian de Chalonge : Daix
- 1982 : Les Misérables de Robert Hossein : Courfeyrac
- 1983 : Stella de Laurent Heynemann : Justin
- 1983 : La Petite Bande de Michel Deville : un homme à la raie au milieu
- 1983 : Coup de foudre de Diane Kurys : Raymond
- 1983 : Les Mots pour le dire de José Pinheiro : Le père de Marie
- 1983 : La Trace de Bernard Favre : Le travailleur immigré
- 1983 : Vive la sociale ! de Gérard Mordillat : Pater
- 1984 : Train d'enfer de Roger Hanin : Muller
- 1984 : Fort Saganne d'Alain Corneau : Hazan
- 1984 : Le Vol du Sphinx de Laurent Ferrier : Tournier
- 1984 : Côté cœur, côté jardin de Bertrand Van Effenterre : Bernard
- 1985 : La Baston de Jean-Claude Missiaen : René Levasseur
- 1985 : Escalier C de Jean-Charles Tacchella : Forster
- 1986 : Peau d'ange de Jean-Louis Daniel : Milo
- 1986 : Suivez mon regard de Jean Curtelin : Le dandy
- 1986 : États d'âme de Jacques Fansten : Maurice
- 1986 : L'Amant magnifique d'Aline Issermann : Antoine
- 1986 : Le Mal d'aimer de Giorgio Treves : le prêtre
- 1987 : Masques de Claude Chabrol : Roland Wolf
- 1988 : Blanc de Chine de Denys Granier-Deferre : Mathieu Gaglioli
- 1989 : Les Deux Fragonard de Philippe Le Guay : Cyprien Fragonard
- 1989 : Les Mannequins d'osier de Francis De Gueltz : Pierre Dufay
- 1990 : Aventure de Catherine C. de Pierre Beuchot : Pierre Indemini
- 1990 : Dames galantes de Jean Charles Tacchella : Henri III
- 1990 : Faux et usage de faux de Laurent Heynemann : Martin Bassane
- 1990 : La Putain du roi de Axel Corti : Charles de Luynes
- 1991 : Ne pleure pas ma belle
- 1992 : L'Ordre du jour de Michel Khleifi : Martin K.
- 1992 : Je pense à vous de Jean-Pierre Dardenne et Luc Dardenne : Fabrice
- 1993 : L'Ombra della sera de Cinzia TH Torrini
- 1993 : L'Écrivain public de Jean-François Amiguet : Jacques
- 1993 : Poisson-lune de Bertrand Van Effenterre : Tom
- 1995 : Tzaleket de Haim Bouzaglo
- 1995 : La Poudre aux yeux de Maurice Dugowson : Arnold
- 1996 : Un amour impossible : Jean Barth
- 1996 : Les Frères Gravet de René Féret : André Gravet
- 1996 : Méfie-toi de l'eau qui dort de Jacques Deschamps
- 1999 : Les Enfants du siècle de Diane Kurys : François Buloz
- 2001 : Taking sides, le cas Furtwängler d'István Szabó : Captain Vernay
- 2002 : Affaire(s) à suivre... de Bernard Boespflug : Inspecteur Charlier
- 2002 : Total Khéops d'Alain Bévérini : Ugo
- 2003 : Innocents: The Dreamers (The Dreamers) de Bernardo Bertolucci : le père d’Isabelle et Théo
- 2003 : Le Furet de Jean-Pierre Mocky : inspecteur Bart
- 2004 : Arsène Lupin de Jean-Paul Salomé : duc de Dreux-Soubise
- 2006 : L'Ivresse du pouvoir de Claude Chabrol : Philippe, le mari de Jeanne
- 2008 : Les Femmes de l'ombre de Jean-Paul Salomé : Melchior
- 2011 : Celles qui aimaient Richard Wagner de Jean-Louis Guillermou : Franz Liszt
- 2018 : Dolce Fine Giornata de Jacek Borcuch : Le journaliste du "Monde"
- 2023 : Jeanne du Barry de Maïwenn : Dumousseaux
- 2024 : Madame de Sévigné d'Isabelle Brocard : Monsieur de La Rochefoucauld

#### Courts-métrages
- 1982 : Fernandel for ever de Vincent Lombard
- 1983 : Le bonheur est une idée neuve en Europe d'Emmanuel Bonn
- 1997 : Direct de Myriam Donnasice
- 1998 : Nuit rouge de Myriam Donnasice
- 2002 : Le Cap de Bruno Mas
- 2002 : Asyla de Béatrice Kordon

#### Documentaire
- 2009 : Le Dire de Chacun (Charles Dullin) de Georges Mourier

#### Télévision
- 1981 : La Vie des autres, Vasco d'Alain Quercy : Rafael
- 1981 : Messieurs les Jurés, L'Affaire Enriquez d'André Michel : le sous-brigadier Rupt
- 1982 : Les Cinq Dernières Minutes de Jean Chapot, La tentation d'Antoine
- 1983 : Richelieu ou la Journée des dupes de Jean-Dominique de La Rochefoucauld : Gaston d'Orléans
- 1988 : Liban, le pays du miel et de l'encens de Maroun Bagdadi : Docteur Fournier
- 1989 : La Grande Cabriole, de Nina Companeez : Alexandre de Nocé
- 1991 : Léon Morin, prêtre de Pierre Boutron
- 1991: La Dame de Berlin de Pierre Boutron: Blèmia Borowicz
- 1994 : Des enfants dans les arbres de Pierre Boutron : Armand
- 1994 : Jules de Christian Palligiano : Jules
- 1995 : Parents à mi-temps, téléfilm de Alain Tasma : Paul
- 1995 : La Duchesse de Langeais. Réalisation : Jean-Daniel Verhaeghe d'après l'œuvre d'Honoré de Balzac. Le rôle du marquis de Montriveau
- 1996 : Crédit-Bonheur de Luc Béraud
- 1996 : Maigret en Finlande de Pekka Parikka
- 1997 : La Femme d'un seul homme de Robin Renucci : Olivier
- 1997 : Le Mâle dans ma peau, de Mickaela Watteaux : Marc
- 1997 : L'Enfant perdu de Christian Faure : Pierre Neuville
- 1997 : La Famille Sapajou de Élisabeth Rappeneau : Julien Sapajou
- 1998 : Le Danger d'aimer de Serge Meynard : Julien
- 1998 : La Famille Sapajou : Le Retour de Élisabeth Rappeneau : Julien Sapajou
- 1999 : Parents à mi-temps : Chassés-croisés de Caroline Huppert : Paul
- 1999 : Au bénéfice du doute de Williams Crépin : Christian Lenoir/Jeronimos
- 1999 : Sapajou contre Sapajou de Élisabeth Rappeneau : Julien Sapajou
- 2000 : On n'a qu'une vie de Jacques Deray : Grégoire
- 2000 : Le Train de 16h19 de Philippe Triboit : Étienne Brenner
- 2001 : Le Parisien du village de Philippe Venault : Gérard Chassagne
- 2001 : L'Interpellation de Marco Pauly : Dr Georges Brunel
- 2003 : T'as voulu voir la mer… de Christian Faure : Moïse
- 2003 : Les femmes ont toujours raison de Élisabeth Rappeneau : Thierry Briancourt
- 2003 : Satan refuse du monde de Jacques Renard : Dominique Dangès
- 2004 : La Fonte des neiges de Laurent Jaoui : Vincent
- 2005 : La Bonne Copine de Nicolas Cuche : Vincent
- 2006 : Commissaire Cordier : Rapport d'expertise de Michaël Perrotta : Antoine Vidal
- 2006 : Chat bleu, chat noir de Jean-Louis Lorenzi : Cretelle
- 2007 : La Surprise d'Alain Tasma : Paul
- 2007 : Le juge est une femme : Mauvaise rencontre de Joyce Buñuel : Benoît Legris

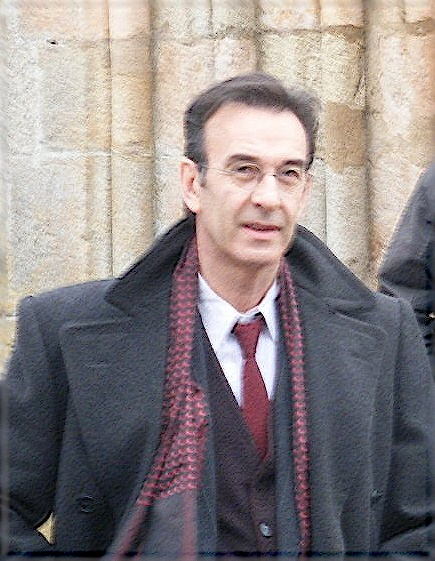
Robin Renucci en 2009 durant le tournage d'un épisode dUn village français à Saint-Jean-Ligoure (Haute-Vienne).

- 2009 : Colère de Jean-Pierre Mocky : Victor
- 2009 : Almasty, la dernière expédition de Jacques Mitsch : Jacques Grangier
- 2009-2017 : Un village français, série : Daniel Larcher
- 2010 : Fracture d'Alain Tasma : Serge Kagan
- 2013 : Le Silence des églises d'Edwin Baily : Père André Vincey[11]
- 2013 : Hitchcock by Mocky : La mélodie qui tue de Jean-Pierre Mocky
- 2014-2016 : Chefs (2 saisons) d'Arnaud Malherbe et Clovis Cornillac : Edouard
- 2014 : Couvre-feu de Harry Cleven : Alain Petit
- 2019 : Cassandre : Une vie meilleure de Bruno Garcia : Paul Sorbier
- 2021 : Leonardo, série de Daniel Percival (en) : Pierre de Vinci
- 2024 : Franklin (mini-série)  : Jean-Frédéric Phélypeaux de Maurepas

### Réalisateur
- 1997 : La Femme d'un seul homme, téléfilm
- 2007 : Sempre vivu !

## Théâtre

### Comédien
- 1980 : La Malédiction d'après Les Sept contre Thèbes d'Eschyle, Les Phéniciennes d'Euripide et Antigone de Sophocle, mise en scène Jean-Pierre Miquel, Festival d'Avignon
- 1980 : Le Petit Mahagonny (Mahagonny Songspiel), En attendant Lefty, mise en scène Marcel Bluwal
- 1983 : Où boivent les vaches de Roland Dubillard, mise en scène Roger Planchon, TNP Villeurbanne
- 1985 : Volpone de Jules Romains et Stefan Zweig d'après Ben Jonson, mise en scène Jean Mercure, Théâtre de la Ville
- 1987 : Le Soulier de satin de Paul Claudel, mise en scène Antoine Vitez, Festival d'Avignon, Théâtre national de Chaillot, prix Gérard-Philipe
- 1988 : Hamlet de William Shakespeare, mise en scène Patrice Chéreau, Festival d'Avignon, TNP Villeurbanne, Le Cargo, tournée
- 1990 : L’Officier de la garde de Ferenc Molnár, mise en scène Jean-Pierre Miquel, Comédie des Champs-Élysées
- 1992 : Conversation en Sicile d'après Elio Vittorini, mise en scène Daniel Zerki, Théâtre du Rond-Point
- 1995 : Golden Joe d'Éric-Emmanuel Schmitt, mise en scène Gérard Vergez, Théâtre de la Porte-Saint-Martin
- 1996 : François Truffaut Correspondance, mise en scène Marie-Paule André
- 2000 : Le Grand Retour de Boris S. de Serge Kribus, mise en scène Marcel Bluwal, Théâtre de l'Œuvre
- 2001 : Bérénice de Racine, mise en scène Lambert Wilson, Théâtre national de Chaillot remplace Lambert Wilson
- 2001 : Les Langagières 4, Comédie de Reims
- 2003 : Un magicien de Zéno Bianu, mise en scène Marc Feld, Théâtre 71
- 2005 : Colomba de Prosper Mérimée, mise en scène Kim-Michelle Broderick, Théâtre Darius Milhaud
- 2006 : Le Pianiste d'après le roman autobiographique de Władysław Szpilman, mise en scène Cécile Guillemot, tournée
- 2006 : Si tu mourais de Florian Zeller, mise en scène Michel Fagadau, Comédie des Champs-Élysées, avec pour partenaires Catherine Frot, Bruno Putzulu, et une jeune comédienne prometteuse
- 2007 : Le Pianiste d'après le roman autobiographique de Władysław Szpilman, mise en scène Cécile Guillemot, Théâtre des Bouffes-du-Nord
- 2008 : Oncle Vania d'Anton Tchekhov, mise en scène Serge Lipszyc, tournée
- 2009 : À la recherche du temps perdu de Marcel Proust, Lecture à la Comédie des Champs-Élysées
- 2009 : Désiré de Sacha Guitry, mise en scène Serge Lipszyc, Théâtre de la Michodière
- 2010 : Oncle Vania d'Anton Tchekhov, mise en scène Serge Lipszyc, Théâtre de l'Athénée-Louis-Jouvet
- 2010-2011 : Désiré de Sacha Guitry, mise en scène Serge Lipszyc, tournée
- 2011 : Ruy Blas de Victor Hugo, mise en scène Christian Schiaretti, TNP Villeurbanne
- 2012 : Ruy Blas de Victor Hugo, mise en scène Christian Schiaretti, Les Gémeaux, tournée Tréteaux de France
- 2012 : Robin Renucci dit Romain Gary (lecture musicale), tournée Tréteaux de France
- 2013 : Robin Renucci dit Marcel Proust (lecture musicale), tournée Tréteaux de France
- 2013 : La Scène natale, Copeau, Dullin, Jouvet (lecture), tournée Tréteaux de France
- 2013 : L'École des femmes de Molière, mise en scène Christian Schiaretti, tournée Tréteaux de France
- 2014 : La Leçon d'Eugène Ionesco, mise en scène Christian Schiaretti, tournée Tréteaux de France
- 2016 - 2018 : L'Avaleur de Jerry Sterner, mise en scène Robin Renucci, tournée Tréteaux de France et TNP Villeurbanne
- 2017 : L'Enfance à l'œuvre, spectacle d'après les textes de Romain Gary, Arthur Rimbaud, Marcel Proust, Henri Michaux..., mise en scène Robin Renucci, Festival d'Avignon
- 2018 : L'Échange de Paul Claudel, mise en scène Christian Schiaretti, Théâtre national populaire
- 2019 : Lettres à Nour de Rachid Benzine, mise en scène Rachid Benzine et Charles Berling, tournée

### Metteur en scène
- 2012 : Mademoiselle Julie d'August Strindberg, Tréteaux de France
- 2015 : Le Faiseur d'Honoré de Balzac, Tréteaux de France
- 2016 : L'Avaleur de Jerry Sterner, Tréteaux de France
- 2017 : L'Enfance à l'œuvre, spectacle d'après les textes de Romain Gary, Arthur Rimbaud, Marcel Proust, Henri Michaux..., Tréteaux de France
- 2018 : La Guerre des salamandres de Karel Čapek, Tréteaux de France
- 2019 : Bérénice de Jean Racine, Tréteaux de France
- 2020 : Oblomov de Ivan Gontcharov, Tréteaux de France
- 2022 : Andromaque de Jean Racine, Tréteaux de France
- 2023 :  À la paix ! d'après La Paix d'Aristophane, La Criée (Marseille)
- 2025 : Phèdre de Jean Racine, La Criée (Marseille)

## Distinctions

### Décorations
- Chevalier de la Légion d'honneur Décret du 30 janvier 2008.
- Chevalier de l'ordre national du Mérite Décret du 15 mai 2000 pour ses 23 ans d'activités socio-éducatives et artistiques (jeunesse et sports, éducation populaire).
- Commandeur de l'ordre des Arts et des Lettres Arrêté du 25 septembre 2017[12].

### Récompenses
- Prix Gérard-Philipe 1987 pour Le Soulier de satin
- 7 d'or 1997 : meilleur comédien pour Des enfants dans les arbres et Parents à mi-temps
- Festival international des programmes audiovisuels de Biarritz 2003 : FIPA d'or de la meilleure interprétation masculine pour Le Train de 16h19
- Prix du Brigadier 2010 pour Désiré

### Nominations
- César 1986 : César du meilleur acteur  pour Escalier C
- Molières 1997 : Molière du comédien pour François Truffaut, Correspondance